# Bahnhof (Saurüsselwald)
Der Bahnhof ist eine Einsattelung der Mondseer Flyschberge zwischen Zell am Moos am Irrsee (Zellersee)  und Sankt Georgen im Attergau.

## Lage und Landschaft
Der Bahnhof liegt mit 817 m ü. A. zwischen der Heissiger Höhe (875 m ü. A.) direkt nordwestlich und dem Saurüssel (956 m ü. A.) südöstlich.
Er liegt von Westen am oberen Golaubach (Haltgraben) bei Heissing, oberhalb Harpoint am Oberlauf der Vöckla. Von Osten kommt das lange Tal des Klausbachs von Thalham an der Dürren Ager bei St. Georgen herauf. Diese Linie trennt den Saurüsselwald im Kern der Berggruppe um Saurüssel und Mondseeberg vom Glashüttenwald um Freudenthal nördlich, der mit Rehberg (Die Röten 819 m ü. A.) und Lichtenberg (885 m ü. A.) schon den Nordrand der Alpen am Vöcklatal markiert. Der Wald westlich unterhalb am Golaubach wird Kronwald genannt.
Das Saurüssel–Glashüttenwald-Gebiet ist ein großes Forstrevier. Die Bezeichnung entstand durch die sich hier kreuzenden größeren Forststraßen. Der Bahnhof ist ein großausgebauter Holzlagerplatz. Der Name ist jungen Datums. Knapp einen Kilometer südöstlich liegt der Kropfbaumsink (835 m ü. A.), der als Übergang historisch wichtiger ist.

## Geologie
Der Rücken vom Bahnhof zum Kropfbaumsink ist eine mächtige Randmoräne aus der Mindel-Kaltzeit (vor um 450.000 bis 400.000 Jahren).
Sie erreicht 840 m. Südlich bei Bergerfang über dem Hochmoos bei Mondsee liegt ebensohoch eine weitere Moräne, diverse entsprechende Ablagerungen dazwischen werden ebenfalls als Mindelzeitlich angesehen.
Die Moränen hier markieren die Eiskante des Mondseegletschers als Zunge des Traungletschers, und zeigen, dass das Becken zwischen Mondsee und Irrsee über 300 Meter mächtig befüllt war, einschließlich der Haslau.
Nördlich im Vöcklatal bis Straßwalchen, im Vorlandlobus, liegen die Mindelmoränen auf nur um die 610 m ü. A. Zum Rand des Atterseegletscher dieser Zeit gibt es wenig Befunde, nur oberhalb Hüttenberg direkt östlich ist auf um 760 m  mindelzeitliche Ablagerung festgestellt. Es ist daher unklar, ob eine Mittelmoräne zwischen beiden Gletscherkörpern vorliegt. Die Gipfel rundum lagen sicherlich als Nunataks des Gletscherrandgebietes frei.

## Wege
Als Wanderroute markiert ist die Straße, die den Bahnhof entlang der Höhe überquert. Sie führt von Angern an der Vöckla herauf oder von Lichtenberg herüber und führt über den Kropfbaumsink zum Hochmoos. Auch sonst führen etliche der Forstwege des Saurüsselgebiets hierher.